# Grand Sierra Resort
El Grand Sierra Resort and Casino es un hotel situado en la ciudad de Reno, Nevada, Estados Unidos. Tiene 1.995 habitaciones y suites, diez restaurantes, un casino con un área de 7400 m², un centro comercial, una capilla para bodas, una piscina, un centro para convenciones, una bolera de 50 callejones, un campo de golf y un parque RV.

## Historia
La propiedad abrió por primera vez en 1978 bajo el nombre de MGM Grand, siendo en ese momento el hotel-casino más grande del mundo, con 26 pisos y 1.015 habitaciones en 0.59km² de terreno. Su construcción costó 130 millones de dólares. El 3 de junio de 1978 el "Hello Hollywood Hello" —"Hola Hollywood Hola" en español— de Donn Arden fue inaugurado. El mismo año se realizó una expansión que aumentó la capacidad de hospedaje, de 1.015 a 2001 habitaciones. En 1986 la propiedad, junto con el MGM Grand en Las Vegas fueron comprados por la Corporación Bally Gaming. Ambos centros se remarcaron como Bally's. Posteriormente, en el año 1992, Harveys Lake Tahoe entró en una subasta con la Corporación Hilton Hoteles sobre el derecho a comprar el centro. Harveys anunció un acuerdo de un trato de $70 millones de dólares; al entrar el grupo Hilton en la puja aumenta la oferta hasta $73 millones de dólares y asumir las deudas de Bally's. Algunas semanas después, tras haber considerado precios incluso más altos, un tribunal federal de quiebra resolvió el asunto y aprobó la oferta final de Hilton de $83 millones. Después, el hotel fue adquirido por Harrah's Entertainment —que también posee Harveys—, en la adquisición de 2005 de Caesar's Entertainment. 
En las etapas tempranas del MGM Grand en Reno, se erigió un escenario donde adiestradores de animales encadenaban a un león para que los turistas se tomaran fotografías con él. Metro, el león, no sólo fue encadenado, sino también se le aplicaron sedantes en todas sus apariciones para que no fuera un peligro para los visitantes. Después, se construyó un muro de plexiglás para proteger a la audiencia de la fiera. En ningún momento se permitió que una persona pudiera tocar al felino, pues el individuo podría ser atacado por el león.
El 11 de mayo de 2005, Caesar's Entertainment anunció un acuerdo a vender el Reno Hilton a la Plant Worldwide DBA Grand Sierra Resort Corp. por la cantidad de $150 millones de dólares. El 23 de junio de 2005 la venta se completó y el nombre de la propiedad cambió a Grand Sierra Resort.

## Expansión planeada
Actualmente se están efectuando renovaciones en los 11 pisos más altos de la torre del edificio en 825 unidades hotel-condominio. Además, se realiza la construcción de un parque aquático interno de aproximadamente 14.000m², el cual debería ser inaugurado en junio de 2009. Se estima que el plan costará $1.8 billones de dólares y se espera que dicho proyecto dure entre cinco y siete años para ser terminado. La administración planea edificar ocho torres-condominios nuevas más, una cascada parecida a la del Bellagio en un nuevo lago con un paisaje diseñado, un anfiteatro externo y un centro comercial nuevo. El entonces presidente del MGM Grand Las Vegas, ahora jefe del Grupo Navegante, tiene interés de arrendar y operar el casino, sin embargo, no se sabe si Plant Worldwide permitirá el traspaso. El parque aquático planeado va con mucho retraso desde septiembre de 2008. El 31 de enero de 2007, Grand Sierra anunció planes con Nikki Beach para convertir los cuatro pisos más altos, la piscina y el entonces Garage Nightclub en una misma atracción. El área del Nikki Beach Pool abrió sus puertas el 1 de julio de 2007.